# Ellie Greenwood
Pour les articles homonymes, voir Greenwood.
Ellie Greenwood, officiellement Eleanor Greenwood, est une athlète britannique née le 14 mars 1979 à Dundee, en Écosse. Spécialiste de l'ultrafond, elle a notamment remporté l'American River 50 Mile Endurance Run en 2011 et 2012, la Western States 100-Mile Endurance Run en 2011 et 2012, la JFK 50 Mile en 2012 ainsi que le Comrades Marathon en 2014.

## Résultats
| no  | féminin            | Course                    | Longueur | Départ           | Temps            |
| --- | ------------------ | ------------------------- | -------- | ---------------- | ---------------- |
| 33e | Médaille d'or      | Championnats du monde     | 100 km   | 7 novembre 2010  | 7 h 29 min 05 s  |
| 7e  | Médaille d'or      | American River 50         | 50 mi    | 9 avril 2011     | 6 h 25 min 43 s  |
| 18e | Médaille d'or      | Western States 100        | 100 mi   | 25 juin 2011     | 17 h 55 min 29 s |
| 5e  | Médaille d'or      | American River 50         | 50 mi    | 7 avril 2012     | 6 h 18 min 47 s  |
| 48e | Médaille d'argent  | Comrades Marathon         | 89 km    | 3 juin 2012      | 6 h 08 min 24 s  |
| 14e | Médaille d'or      | Western States 100        | 100 mi   | 23 juin 2012     | 16 h 47 min 19 s |
| 10e | Médaille d'or      | JFK 50                    | 50 mi    | 17 novembre 2012 | 6 h 12 min 01 s  |
| 55e | Médaille d'or      | Comrades Marathon         | 89 km    | 1er juin 2014    | 6 h 18 min 13 s  |
| 29e | Médaille de bronze | Speedgoat 50K             | 100 km   | 19 juillet 2014  | 6 h 53 min 04 s  |
| 34e | Médaille d'or      | Championnats du monde     | 100 km   | 21 novembre 2014 | 7 h 30 min 44 s  |
| 28e | Médaille d'or      | Grand trail des Templiers | 73 km    | 25 octobre 2015  | 7 h 58 min 06 s  |